# Lista de telenovelas hispano-americanas exibidas pelo SBT
A exibição de telenovelas hispano-americanas no SBT começou em 1982 com Os Ricos Também Choram, protagonizada por Verónica Castro, que ficou muito conhecida no Brasil, ao lado de Lucía Mendez com Só Você e Chispita com Lucero. A maioria das produções são mexicanas, entretanto, algumas vieram de outros países como a venezuelana Topázio da RCTV, protagonizada por Grecia Colmenares. 
Nos anos 90, chegam os sucessos Rosa Selvagem, Ambição, Simplesmente Maria,Garotas Bonitas e o fenômeno Carrossel. A partir de 1996 a Trilogía de las Marías, formada por Maria Mercedes, Marimar e Maria do Bairro, todas protagonizadas por Thalía que tornaram-se verdadeiros fenômenos. Ainda se destacam as novelas infantis como Carrossel das Américas, Vovô e Eu e Luz Clarita. A Usurpadora e O Privilégio de Amar fecham a década com chave de ouro.
A década de 2000 começa com a exibição da infantil O Diário de Daniela. Um horário específico para exibição de novelas infantis foi criado e por ele passaram títulos como Gotinha de Amor, Serafim, Carinha de Anjo, Maria Belém, Cúmplices de um Resgate, Viva às Crianças, Poucas, Poucas Pulgas e Amy, A Menina da Mochila Azul. No horário da tarde são exibidas Sigo te Amando, Maria Isabel e Feridas de Amor, e à noite eram exibidas A Mentira, Esmeralda e a colombiana Café com Aroma de Mulher. Outras que merecem destaque são Salomé, Amigas e Rivais, A Madrasta, Rubi, A Feia Mais Bela e Rebelde, que fez com que a banda RBD se tornasse um fenômeno no país. Porém, algumas novelas não alcançaram a audiência e repercussão esperados, e acabaram por sair do ar como Laços de Amor, Mundo de Feras e Destilando amor.
Em 2007, a emissora tenta romper o contrato com a Televisa. São exibidas duas novelas argentinas: Chiquititas e Lalola, que não renderam o sucesso esperado.
Em 19 de abril de 2010, são retomadas as exibições das mexicanas com As Tontas Não Vão ao Céu. Em outubro do mesmo ano estreava a também inédita Camaleões, protagonizada por Belinda e Alfonso Herrera. Em outubro de 2011, a emissora abre uma nova faixa à tarde para reapresentar os maiores sucessos.
Em abril de 2013, após uma pausa, voltam as exibições de novelas inéditas, com Cuidado com o Anjo. Por esta faixa já passaram Por Ela... Sou Eva, sendo esta a primeira a ser exibida em alta definição, Meu Pecado, Sortilégio, Coração Indomável, Teresa, Abismo de Paixão, e Lágrimas de Amor.
Em março de 2014, Televisa e SBT assinam um contrato de exclusividade, válido até 2019.
Em agosto de 2015, é aberto um novo horário de novelas, sendo exibida A Dona, que foi sucedida por Meu Coração é Teu, que aumentou os índices de audiência, e foi sucedida por A Gata. Na mesma faixa foram exibidas O Que a Vida Me Roubou, Um Caminho para o Destino e Amanhã é para Sempre. Em maio de 2016, mais um horário de novelas foi aberto, com a exibição de Mar de Amor, sucedida por Querida Inimiga.
Em 2016, o SBT abriu mais uma faixa de novelas começando com a reprise de A Usurpadora, sucedida pela reprise de Rubi. Também foram reexibidas No Limite da Paixão, Sortilégio e Coração Indomável. A primeira novela inédita desta faixa foi Que Pobres Tão Ricos, exibida entre julho e outubro, sucedida pela reprise de Teresa, sucedida em abril pela inédita A Que Não Podia Amar.
Após vários fechamentos de faixas de exibição, Amanhã é para Sempre foi sucedida pela reprise da versão brasileira de Carrossel. Em 2019, A Rosa dos Milagres, série mexicana, sucede Carrossel, que foi sucedida pela reprise de A Dona. A série Milagres de Nossa Senhora, antes com o nome A Rosa dos Milagres, substituiu A Dona. O SBT abriu uma terceira faixa de novelas, com a reprise de Abismo de Paixão, em agosto. A novela foi escalada de última hora durante o fim de A Dona, com uma divulgação feita às pressas no dia anterior. Em 25 de outubro, a exibição da série Milagres de Nossa Senhora foi encerrada sem substituta, ocasionando no fim da faixa, fazendo com que novamente houvessem apenas duas faixas para exibição de novelas. Em 4 de novembro, a reprise Meu Coração é Teu sucede a inédita A Que Não Podia Amar.
Em 27 de janeiro de 2020, a inédita Betty, A Feia em Nova York substitui a reprise de Abismo de Paixão. É a primeira telenovela latina fora da Televisa exibida pela emissora em 12 anos, desde a argentina Lalola em 2008. Em abril de 2020, a reprise de O Que a Vida me Roubou sucede Meu Coração é Teu na primeira faixa. Em 20 de julho, a também inédita Quando me Apaixono sucede Betty, A Feia em Nova York. Em 16 de novembro, a também inédita Triunfo do amor sucede O Que a Vida me Roubou na primeira faixa.
Em 9 de janeiro de 2021, Amores Verdadeiros foi anunciada como substituta de Quando me Apaixono. Em 19 de abril, Coração Indomável foi anunciada como a substituta de Triunfo do Amor, na primeira faixa de novelas.
Pouco depois, são exibidas as novelas Te Dou a Vida, A Usurpadora e Se Nos Deixam. Em 16 de maio de 2022, na faixa das 14h00, é exibida Paixões de Gavilanes, no qual não obteve nenhum êxito, e como consequência, foi retirada do ar após sete dias. Em 4 de julho de 2022, é exibida A Desalmada, no qual é sucedida por Vencer o Desamor. Em 15 de fevereiro de 2023, a novela chega ao fim, e é substituída por Três Vezes Ana, que depois é sucedida por Um Refúgio Para o Amor, que é sucedida por Minha Fortuna é Te Amar que é sucedida por Contigo Sim que depois é sucedida por Meu Caminho é Te Amar. Em 2025 o SBT estreou Eternamente Apaixonados, tendo apenas 5 capítulos exibidos e sendo adicionada ao +SBT, o streaming oficial da emissora e no dia 07 de julho estreou a inédita As Filhas da Senhora Garcia, marcando o retorno das novelas mexicanas ao horário nobre.

## Telenovelas por ordem de exibição
Telenovelas inéditas com data de início, término e número de capítulos.

### Década de 1980
| #  | Título                    | Cap. | Início                 | Término                 | Ref. |
| -- | ------------------------- | ---- | ---------------------- | ----------------------- | ---- |
| 01 | Os Ricos Também Choram    | 249  | 5 de abril de 1982     | 22 de janeiro de 1983   |      |
| 02 | Cristina Bazán            | 156  | 24 de janeiro de 1983  | 23 de julho de 1983     |      |
| 03 | Desprezo                  | 188  | 25 de janeiro de 1983  | 31 de agosto de 1983    |      |
| 04 | Amor Cigano               | 96   | 25 de julho de 1983    | 12 de novembro de 1983  |      |
| 05 | O Direito de Nascer       | 144  | 19 de setembro de 1983 | 3 de março de 1984      |      |
| 06 | Chispita                  | 202  | 12 de março de 1984    | 3 de novembro de 1984   |      |
| 07 | Estranho Poder            | 187  | 20 de agosto de 1984   | 6 de abril de 1985      |      |
| 08 | Viviana, em Busca do Amor | 182  | 22 de outubro de 1984  | 31 de maio de 1985      |      |
| 09 | Lupita                    | 70   | 11 de março de 1985    | 1 de junho de 1985      |      |
| 10 | Angelito                  | 88   | 3 de junho de 1985     | 14 de setembro de 1985  |      |
| 11 | Soledade                  | 114  | 7 de outubro de 1985   | 15 de fevereiro de 1986 |      |
| 12 | Só Você                   | 59   | 18 de novembro de 1986 | 6 de fevereiro de 1987  |      |
| 13 | A Vingança                | 63   | 7 de janeiro de 1987   | 3 de abril de 1987      |      |

### Década de 1990
| #  | Título                     | Cap. | Início                  | Término                 | Ref. |
| -- | -------------------------- | ---- | ----------------------- | ----------------------- | ---- |
| 14 | Carrossel                  | 289  | 20 de maio de 1991      | 21 de abril de 1992     |      |
| 15 | Rosa Selvagem              | 100  | 20 de maio de 1991      | 28 de setembro de 1991  |      |
| 16 | Simplesmente Maria         | 151  | 9 de setembro de 1991   | 9 de março de 1992      |      |
| 17 | Quinze Anos                | 54   | 1 de outubro de 1991    | 2 de dezembro de 1991   |      |
| 18 | Ambição                    | 81   | 2 de dezembro de 1991   | 23 de março de 1992     |      |
| 19 | A Estranha Dama            | 94   | 11 de março de 1992     | 31 de julho de 1992     |      |
| 20 | Alcançar Uma Estrela       | 53   | 24 de março de 1992     | 4 de junho de 1992      |      |
| 21 | Vovô e Eu                  | 85   | 22 de abril de 1992     | 3 de agosto de 1992     |      |
| 22 | Alcançar Uma Estrela II    | 42   | 5 de junho de 1992      | 3 de agosto de 1992     |      |
| 23 | Topázio                    | 190  | 14 de julho de 1992     | 1 de março de 1993      |      |
| 24 | A Fera                     | 65   | 4 de agosto de 1992     | 2 de novembro de 1992   |      |
| 25 | Eu Compro Essa Mulher      | 110  | 3 de novembro de 1992   | 12 de abril de 1993     |      |
| 26 | Eu Não Acredito nos Homens | 78   | 2 de março de 1993      | 31 de maio de 1993      |      |
| 27 | Garotas Bonitas            | 65   | 2 de março de 1993      | 31 de maio de 1993      |      |
| 28 | Paixão e Poder             | 42   | 13 de abril de 1993     | 31 de maio de 1993      |      |
| 29 | Amor em Silêncio           | 50   | 1 de junho de 1993      | 9 de agosto de 1993     |      |
| 30 | Marielena                  | 185  | 1 de junho de 1993      | 1 de janeiro de 1994    |      |
| 31 | Carrossel das Américas     | 85   | 26 de fevereiro de 1996 | 28 de junho de 1996     |      |
| 32 | Maria Mercedes             | 87   | 12 de agosto de 1996    | 20 de novembro de 1996  |      |
| 33 | Marimar                    | 74   | 21 de novembro de 1996  | 18 de fevereiro de 1997 |      |
| 34 | Maria do Bairro            | 136  | 19 de fevereiro de 1997 | 26 de julho de 1997     |      |
| 35 | Na Própria Carne           | 8    | 15 de março de 1997     | 3 de maio de 1997       |      |
| 36 | Luz Clarita                | 66   | 4 de janeiro de 1999    | 5 de abril de 1999      |      |
| 37 | A Usurpadora               | 102  | 22 de julho de 1999     | 9 de novembro de 1999   |      |
| 38 | O Privilégio de Amar       | 157  | 9 de novembro de 1999   | 9 de maio de 2000       |      |

### Década de 2000
| Nº. | Título                          | Cap. | Início                  | Término                 | Ref. |
| --- | ------------------------------- | ---- | ----------------------- | ----------------------- | ---- |
| 39  | O Diário de Daniela             | 97   | 3 de janeiro de 2000    | 24 de abril de 2000     |      |
| 40  | Kassandra                       | 138  | 5 de janeiro de 2000    | 14 de julho de 2000     |      |
| 41  | A Mentira                       | 100  | 8 de maio de 2000       | 2 de outubro de 2000    |      |
| 42  | Sigo Te Amando                  | 91   | 17 de julho de 2000     | 20 de novembro de 2000  |      |
| 43  | Esmeralda                       | 137  | 2 de outubro de 2000    | 6 de março de 2001      |      |
| 44  | Maria Isabel                    | 66   | 20 de novembro de 2000  | 19 de fevereiro de 2001 |      |
| 45  | Coração Selvagem                | 90   | 4 de dezembro de 2000   | 12 de março de 2001     |      |
| 46  | Gotinha de Amor                 | 90   | 22 de janeiro de 2001   | 10 de abril de 2001     |      |
| 47  | Camila                          | 90   | 19 de fevereiro de 2001 | 22 de junho de 2001     |      |
| 48  | Café com Aroma de Mulher        | 173  | 5 de março de 2001      | 3 de setembro de 2001   |      |
| 49  | Amigos Para Sempre              | 95   | 12 de março de 2001     | 20 de julho de 2001     |      |
| 50  | Serafim                         | 67   | 9 de abril de 2001      | 10 de julho de 2001     |      |
| 51  | Por Teu Amor                    | 91   | 18 de junho de 2001     | 22 de outubro de 2001   |      |
| 52  | Carinha de Anjo                 | 199  | 9 de julho de 2001      | 26 de fevereiro de 2002 |      |
| 53  | Rosalinda                       | 82   | 23 de julho de 2001     | 13 de novembro de 2001  |      |
| 54  | Abraça-me Muito Forte           | 146  | 1 de outubro de 2001    | 22 de abril de 2002     |      |
| 55  | Preciosa                        | 90   | 22 de outubro de 2001   | 4 de fevereiro de 2002  |      |
| 56  | A Alma Não Tem Cor              | 90   | 12 de novembro de 2001  | 11 de março de 2002     |      |
| 57  | Maria Belém                     | 98   | 25 de fevereiro de 2002 | 25 de junho de 2002     |      |
| 58  | Salomé                          | 151  | 11 de março de 2002     | 7 de outubro de 2002    |      |
| 59  | Amigas e Rivais                 | 220  | 22 de abril de 2002     | 24 de fevereiro de 2003 |      |
| 60  | Cúmplices de um Resgate         | 151  | 25 de junho de 2002     | 31 de janeiro de 2003   |      |
| 61  | Manancial                       | 94   | 7 de outubro de 2002    | 14 de fevereiro de 2003 |      |
| 62  | Viva as Crianças! - Carrossel 2 | 187  | 27 de janeiro de 2003   | 27 de outubro de 2003   |      |
| 63  | Primeiro Amor... a Mil Por Hora | 110  | 24 de fevereiro de 2003 | 25 de julho de 2003     |      |
| 64  | No Limite da Paixão             | 131  | 28 de julho de 2003     | 23 de janeiro de 2004   |      |
| 65  | Poucas, Poucas Pulgas           | 100  | 29 de setembro de 2003  | 23 de abril de 2004     |      |
| 66  | Amor Real                       | 96   | 5 de janeiro de 2004    | 17 de maio de 2004      |      |
| 67  | Menina Amada Minha              | 81   | 26 de janeiro de 2004   | 17 de maio de 2004      |      |
| 68  | A Outra                         | 90   | 15 de março de 2004     | 13 de agosto de 2004    |      |
| 69  | Amy, a Menina da Mochila Azul   | 115  | 26 de abril de 2004     | 10 de setembro de 2004  |      |
| 70  | Alegrifes e Rabujos             | 135  | 13 de setembro de 2004  | 12 de fevereiro de 2005 |      |
| 71  | Rubi                            | 70   | 14 de fevereiro de 2005 | 13 de maio de 2005      |      |
| 72  | A Madrasta                      | 120  | 16 de maio de 2005      | 28 de outubro de 2005   |      |
| 73  | Rebelde                         | 431  | 15 de agosto de 2005    | 29 de dezembro de 2006  |      |
| 74  | Mariana da Noite                | 100  | 16 de janeiro de 2006   | 2 de junho de 2006      |      |
| 75  | A Feia Mais Bela                | 294  | 20 de março de 2006     | 23 de março de 2007     |      |
| 76  | Laços de Amor                   | 70   | 3 de abril de 2006      | 7 de julho de 2006      |      |
| 77  | Feridas de Amor                 | 100  | 14 de agosto de 2006    | 29 de dezembro de 2006  |      |
| 78  | A Vida é um Jogo                | 36   | 1 de janeiro de 2007    | 10 de fevereiro de 2007 |      |
| 79  | Mundo de Feras                  | 65   | 26 de março de 2007     | 22 de junho de 2007     |      |
| 80  | Destilando Amor                 | 20   | 26 de março de 2007     | 20 de abril de 2007     |      |
| 81  | Chiquititas 2007                | 130  | 20 de agosto de 2007    | 18 de fevereiro de 2008 |      |
| 82  | Chiquititas 2008                | 111  | 17 de março de 2008     | 18 de agosto de 2008    |      |
| 83  | Lalola                          | 138  | 21 de janeiro de 2008   | 28 de junho de 2008     |      |

### Década de 2010
Novelas da Tarde
| #   | Título                    | Cap. | Início                  | Término                 | Ref.   |
| --- | ------------------------- | ---- | ----------------------- | ----------------------- | ------ |
| 84  | As Tontas não vão ao Céu  | 135  | 19 de abril de 2010     | 22 de outubro de 2010   |        |
| 85  | Camaleões                 | 108  | 25 de outubro de 2010   | 25 de março de 2011     |        |
| 86  | Cuidado com o Anjo        | 177  | 1 de abril de 2013      | 3 de dezembro de 2013   |        |
| 87  | Por Ela... Sou Eva        | 126  | 2 de dezembro de 2013   | 30 de maio de 2014      |        |
| 88  | Meu Pecado                | 110  | 2 de junho de 2014      | 31 de outubro de 2014   |        |
| 89  | Sortilégio                | 88   | 27 de outubro de 2014   | 27 de fevereiro de 2015 |        |
| 90  | Coração Indomável         | 170  | 23 de fevereiro de 2015 | 16 de outubro de 2015   |        |
| 91  | A Dona                    | 145  | 17 de agosto de 2015    | 4 de março de 2016      |        |
| 92  | Violetta                  | 80   | 4 de setembro de 2015   | 4 de junho de 2016      | [ 20 ] |
| 93  | Teresa                    | 136  | 5 de outubro de 2015    | 11 de abril de 2016     |        |
| 94  | Meu Coração é Teu         | 131  | 29 de fevereiro de 2016 | 29 de agosto de 2016    |        |
| 95  | Abismo de Paixão          | 146  | 28 de março de 2016     | 17 de outubro de 2016   |        |
| 96  | Mar de Amor               | 136  | 16 de maio de 2016      | 21 de outubro de 2016   |        |
| 97  | A Gata                    | 126  | 15 de agosto de 2016    | 6 de fevereiro de 2017  |        |
| 98  | Sou Luna                  | 190  | 29 de agosto de 2016    | 31 de agosto de 2018    |        |
| 99  | Lágrimas de Amor          | 75   | 3 de outubro de 2016    | 13 de janeiro de 2017   |        |
| 100 | Querida Inimiga           | 98   | 16 de novembro de 2016  | 31 de março de 2017     |        |
| 101 | O Que a vida me Roubou    | 161  | 30 de janeiro de 2017   | 11 de setembro de 2017  |        |
| 102 | O11ZE                     | 80   | 26 de junho de 2017     | 20 de abril de 2018     |        |
| 103 | Um Caminho Para o Destino | 135  | 28 de agosto de 2017    | 5 de março de 2018      |        |
| 104 | Amanhã é Para Sempre      | 120  | 19 de fevereiro de 2018 | 3 de agosto de 2018     |        |
| 105 | Que Pobres Tão Ricos      | 70   | 23 de julho de 2018     | 26 de outubro de 2018   |        |
| 106 | A Que Não Podia Amar      | 157  | 8 de abril de 2019      | 12 de novembro de 2019  |        |

### Década de 2020
| #   | Título                      | Cap. | Início                 | Término                 | Ref.   |
| --- | --------------------------- | ---- | ---------------------- | ----------------------- | ------ |
| 107 | Betty, a Feia em NY         | 137  | 27 de janeiro de 2020  | 4 de agosto de 2020     |        |
| 108 | Quando me Apaixono          | 156  | 20 de julho de 2020    | 22 de fevereiro de 2021 |        |
| 109 | Triunfo do Amor             | 147  | 16 de novembro de 2020 | 8 de junho de 2021      | [ 21 ] |
| 110 | Amores Verdadeiros          | 167  | 8 de fevereiro de 2021 | 29 de setembro de 2021  | [ 21 ] |
| 111 | Te Dou a Vida               | 93   | 20 de setembro de 2021 | 26 de janeiro de 2022   | [ 22 ] |
| 112 | A Usurpadora                | 23   | 6 de outubro de 2021   | 5 de novembro de 2021   |        |
| 113 | Se Nos Deixam               | 85   | 17 de janeiro de 2022  | 13 de maio de 2022      | [ 23 ] |
| 114 | Paixões de Gavilanes        | 7    | 16 de maio de 2022     | 24 de maio de 2022      | [ 24 ] |
| 115 | A Desalmada                 | 79   | 4 de julho de 2022     | 24 de outubro de 2022   | [ 25 ] |
| 116 | Vencer o Desamor            | 97   | 3 de outubro de 2022   | 15 de fevereiro de 2023 |        |
| 117 | Três Vezes Ana              | 112  | 30 de janeiro de 2023  | 4 de julho de 2023      |        |
| 118 | Um Refúgio Para o Amor      | 127  | 26 de junho de 2023    | 19 de dezembro de 2023  | [ 26 ] |
| 119 | Minha Fortuna é Te Amar     | 103  | 4 de dezembro de 2023  | 1 de maio de 2024       |        |
| 120 | Contigo Sim                 | 134  | 22 de abril de 2024    | 25 de outubro de 2024   |        |
| 121 | Meu Caminho é Te Amar       | 94   | 28 de outubro de 2024  | 14 de março de 2025     |        |
| 122 | Eternamente Apaixonados     | 5    | 9 de junho de 2025     | 13 de junho de 2025     |        |
| 123 | As Filhas da Senhora Garcia | —    | 7 de julho de 2025     | Em exibição             |        |

## Telenovelas do México
| Exibição no SBT                 | Exibição no SBT         | Exibição no SBT         | Exibição no SBT | Exibição Original               | Exibição Original | Ref.                  |
| Título no Brasil                | Início                  | Término                 | Horário         | Título no México                | Ano               | Ref.                  |
| A                               | A                       | A                       | A               | A                               | A                 | A                     |
| ------------------------------- | ----------------------- | ----------------------- | --------------- | ------------------------------- | ----------------- | --------------------- |
| A Alma Não Tem Cor              | 12 de novembro de 2001  | 11 de março de 2002     | 18h00           | El Alma no Tiene Color          | 1997              | [ 27 ]                |
| A Desalmada                     | 4 de julho de 2022      | 24 de outubro de 2022   | 18h30           | La Desalmada                    | 2021              | [ 25 ]                |
| A Dona                          | 17 de agosto de 2015    | 4 de março de 2016      | 17h20           | Soy Tu Dueña                    | 2010              |                       |
| A Dona                          | 1 de abril de 2019      | 26 de agosto de 2019    | 18h30           | Soy Tu Dueña                    | 2010              |                       |
| A Dona                          | 7 de dezembro de 2022   | 08 de maio de 2023      | 17h20           | Soy Tu Dueña                    | 2010              |                       |
| A Feia Mais Bela                | 20 de março de 2006     | 23 de março de 2007     | 18h00           | La Fea Más Bella                | 2006              | [ 28 ]                |
| A Feia Mais Bela                | 7 de abril de 2014      | 6 de abril de 2015      | 17h45           | La Fea Más Bella                | 2006              | [ 28 ]                |
| A Fera                          | 4 de agosto de 1992     | 2 de novembro de 1992   | 21h00           | La Fiera                        | 1983              | [ 1 ] [ 29 ]          |
| A Gata                          | 15 de agosto de 2016    | 6 de fevereiro de 2017  | 18h30           | La Gata                         | 2014              |                       |
| A Gata                          | 16 de outubro de 2023   | 15 de março de 2024     | 16h15           | La Gata                         | 2014              |                       |
| A Madrasta                      | 16 de maio de 2005      | 28 de outubro de 2005   | 15h15           | La Madrastra                    | 2005              | [ 30 ]                |
| A Madrasta                      | 14 de outubro de 2013   | 18 de março de 2014     | 16h30           | La Madrastra                    | 2005              |                       |
| A Mentira                       | 8 de maio de 2000       | 2 de outubro de 2000    | 20h30           | La Mentira                      | 1998              | [ 31 ] [ 32 ]         |
| A Mentira                       | 28 de março de 2016     | 15 de julho de 2016     | 13h45           | La Mentira                      | 1998              | [ 31 ] [ 32 ]         |
| A Outra                         | 15 de março de 2004     | 13 de agosto de 2004    | 20h30           | La Otra                         | 2002              | [ 33 ] [ 34 ]         |
| A Que não Podia Amar            | 8 de abril de 2019      | 12 de novembro de 2019  | 17h00           | La Que no Podía Amar            | 2011              | [ 35 ]                |
| A Usurpadora                    | 22 de julho de 1999     | 9 de novembro de 1999   | 20h05           | La Usurpadora                   | 1998              | [ 36 ] [ 37 ]         |
| A Usurpadora                    | 3 de julho de 2000      | 4 de dezembro de 2000   | 16h45           | La Usurpadora                   | 1998              | [ 36 ] [ 37 ]         |
| A Usurpadora                    | 3 de janeiro de 2005    | 20 de maio de 2005      | 14h30           | La Usurpadora                   | 1998              | [ 36 ] [ 37 ]         |
| A Usurpadora                    | 25 de junho de 2007     | 13 de novembro de 2007  | 17h00           | La Usurpadora                   | 1998              | [ 36 ] [ 37 ]         |
| A Usurpadora                    | 10 de dezembro de 2012  | 10 de maio de 2013      | 16h45           | La Usurpadora                   | 1998              | [ 36 ] [ 37 ]         |
| A Usurpadora                    | 30 de março de 2015     | 28 de agosto de 2015    | 17h30           | La Usurpadora                   | 1998              | [ 36 ] [ 37 ]         |
| A Usurpadora                    | 7 de novembro de 2016   | 16 de janeiro de 2017   | 15h15           | La Usurpadora                   | 1998              | [ 36 ] [ 37 ]         |
| A Usurpadora                    | 17 de março de 2025     | 25 de julho de 2025     | 14h30           | La Usurpadora                   | 1998              | [ 36 ] [ 37 ]         |
| A Usurpadora                    | 6 de outubro de 2021    | 5 de novembro de 2021   | 21h30           | La usurpadora                   | 2019              |                       |
| A Vida é um Jogo                | 1 de janeiro de 2007    | 10 de fevereiro de 2007 | 21h00           | El Juego de la Vida             | 2001              | [ 38 ]                |
| A Vingança                      | 7 de janeiro de 1987    | 3 de abril de 1987      | 18h30           | La Venganza                     | 1977              |                       |
| A Vingança                      | 4 de março de 1991      | 31 de maio de 1991      | 16h00           | La Venganza                     | 1977              |                       |
| Abismo de Paixão                | 28 de março de 2016     | 17 de outubro de 2016   | 16h45           | Abismo de Pasión                | 2012              | [ 39 ]                |
| Abismo de Paixão                | 27 de agosto de 2019    | 11 de fevereiro de 2020 | 18h45           | Abismo de Pasión                | 2012              | [ 39 ]                |
| Abismo de Paixão                | 8 de novembro de 2023   | 19 de março de 2024     | 17h20           | Abismo de Pasión                | 2012              | [ 39 ]                |
| Abraça-me Muito Forte           | 1 de outubro de 2001    | 22 de abril de 2002     | 19h00           | Abrázame Muy Fuerte             | 2000              |                       |
| Abraça-me Muito Forte           | 17 de março de 2014     | 30 de maio de 2014      | 16h45           | Abrázame Muy Fuerte             | 2000              |                       |
| Alcançar Uma Estrela            | 24 de março de 1992     | 4 de junho de 1992      | 21h10           | Alcanzar Una Estrella           | 1990              | [ 1 ]                 |
| Alcançar Uma Estrela II         | 5 de junho de 1992      | 3 de agosto de 1992     | 21h10           | Alcanzar Una estrella II        | 1991              |                       |
| Alegrifes e Rabujos             | 13 de setembro de 2004  | 12 de fevereiro de 2005 | 19h00           | Alegrijes y Rebujos             | 2003              | [ 40 ] [ 41 ]         |
| Amanhã é Para Sempre            | 19 de fevereiro de 2018 | 3 de agosto de 2018     | 18h15           | Mañana es Para Siempre          | 2008              | [ 42 ]                |
| Amanhã é Para Sempre            | 29 de novembro de 2021  | 19 de julho de 2022     | 17h45           | Mañana es Para Siempre          | 2008              | [ 42 ]                |
| Ambição                         | 2 de dezembro de 1991   | 23 de março de 1992     | 21h10           | Cuna de Lobos                   | 1986              | [ 4 ]                 |
| Ambição                         | 24 de agosto de 1992    | 2 de janeiro de 1993    | 15h40           | Cuna de Lobos                   | 1986              | [ 4 ]                 |
| Amigas e Rivais                 | 22 de abril de 2002     | 24 de fevereiro de 2003 | 19h15           | Amigas y Rivales                | 2001              |                       |
| Amigos Para Sempre              | 12 de março de 2001     | 20 de julho de 2001     | 17h05           | Amigos x Siempre                | 2000              | [ 43 ]                |
| Amor em Silêncio                | 1 de junho de 1993      | 9 de agosto de 1993     | 21h00           | Amor en Silencio                | 1988              | [ 44 ]                |
| Amor Real                       | 5 de janeiro de 2004    | 17 de maio de 2004      | 14h00           | Amor Real                       | 2003              | [ 45 ] [ 46 ]         |
| Amores Verdadeiros              | 8 de fevereiro de 2021  | 29 de setembro de 2021  | 18h30           | Amores Verdaderos               | 2012              | [ 18 ]                |
| Amy, a Menina da Mochila Azul   | 26 de abril de 2004     | 10 de setembro de 2004  | 19h15           | Amy, la Niña de la Mochila Azul | 2004              | [ 47 ]                |
| As Filhas da Senhora Garcia     | 7 de julho de 2025      | Em exibição             | 21h00           | Las hijas de la señora García   | 2024              | [ 48 ]                |
| As Tontas não vão ao Céu        | 19 de abril de 2010     | 22 de outubro de 2010   | 16h00           | Las Tontas no Van al Cielo      | 2008              | [ 49 ] [ 50 ]         |
| C                               |                         |                         |                 |                                 |                   |                       |
| Camaleões                       | 25 de outubro de 2010   | 25 de março de 2011     | 16h30           | Camaleones                      | 2009              | [ 51 ] [ 52 ]         |
| Camila                          | 19 de fevereiro de 2001 | 22 de junho de 2001     | 16h00           | Camila                          | 1998              | [ 53 ]                |
| Carinha de Anjo                 | 9 de julho de 2001      | 26 de fevereiro de 2002 | 19h45           | Carita de Ángel                 | 2000              | [ 54 ] [ 55 ]         |
| Carinha de Anjo                 | 12 de maio de 2003      | 2 de janeiro de 2004    | 17h30           | Carita de Ángel                 | 2000              | [ 54 ] [ 55 ]         |
| Carrossel                       | 20 de maio de 1991      | 21 de abril de 1992     | 20h15           | Carrusel                        | 1989              |                       |
| Carrossel                       | 4 de janeiro de 1993    | 30 de julho de 1993     | 15h45           | Carrusel                        | 1989              |                       |
| Carrossel                       | 3 de julho de 1995      | 26 de fevereiro de 1996 | 12h00           | Carrusel                        | 1989              |                       |
| Carrossel                       | 25 de janeiro de 1996   | 6 de abril de 1996      | 20h50           | Carrusel                        | 1989              |                       |
| Carrossel das Américas          | 26 de fevereiro de 1996 | 28 de junho de 1996     | 12h00           | Carrusel de las Américas        | 1992              |                       |
| Chispita                        | 12 de março de 1984     | 3 de novembro de 1984   | 18h15           | Chispita                        | 1982              |                       |
| Chispita                        | 4 de março de 1985      | 27 de setembro de 1985  | 14h30           | Chispita                        | 1982              |                       |
| Chispita                        | 4 de agosto de 1992     | 23 de novembro de 1992  | 21h10           | Chispita                        | 1982              |                       |
| Chispita                        | 24 de junho de 1996     | 28 de setembro de 1996  | 12h00           | Chispita                        | 1982              |                       |
| Coração Indomável               | 23 de fevereiro de 2015 | 16 de outubro de 2015   | 16h30           | Corazón Indomable               | 2013              | [ 56 ]                |
| Coração Indomável               | 15 de janeiro de 2018   | 7 de agosto de 2018     | 17h30           | Corazón Indomable               | 2013              | [ 56 ]                |
| Coração Indomável               | 24 de maio de 2021      | 13 de dezembro de 2021  | 18h00           | Corazón Indomable               | 2013              | [ 56 ]                |
| Contigo Sim                     | 22 de abril de 2024     | 25 de outubro de 2024   | 15h30           | Contigo Sí                      | 2021              |                       |
| Coração Selvagem                | 4 de dezembro de 2000   | 12 de março de 2001     | 17h05           | Corazón Salvaje                 | 1993              | [ 57 ]                |
| Cuidado com o Anjo              | 1 de abril de 2013      | 3 de dezembro de 2013   | 15h30           | Cuidado con el Ángel            | 2008              | [ 58 ] [ 59 ] [ 60 ]  |
| Cuidado com o Anjo              | 30 de novembro de 2015  | 31 de maio de 2016      | 15h30           | Cuidado con el Ángel            | 2008              | [ 58 ] [ 59 ] [ 60 ]  |
| Cuidado com o Anjo              | 6 de junho de 2022      | 20 de dezembro de 2022  | 17h20           | Cuidado con el Ángel            | 2008              | [ 58 ] [ 59 ] [ 60 ]  |
| Cúmplices de um Resgate         | 25 de junho de 2002     | 31 de janeiro de 2003   | 20h00           | Cómplices al Rescate            | 2002              | [ 61 ]                |
| Cúmplices de um Resgate         | 10 de julho de 2006     | 29 de dezembro de 2006  | 14h35           | Cómplices al Rescate            | 2002              | [ 61 ]                |
| D                               |                         |                         |                 |                                 |                   |                       |
| Desprezo                        | 25 de janeiro de 1983   | 31 de agosto de 1983    | 18h00           | Rina                            | 1977              |                       |
| Desprezo                        | 12 de dezembro de 1983  | 20 de abril de 1984     | 20h30           | Rina                            | 1977              |                       |
| Desprezo                        | 3 de junho de 1991      | 16 de agosto de 1991    | 16h30           | Rina                            | 1977              |                       |
| Destilando Amor                 | 26 de março de 2007     | 20 de abril de 2007     | 18h15           | Destilando Amor                 | 2007              | [ 62 ]                |
| E                               |                         |                         |                 |                                 |                   |                       |
| Esmeralda                       | 2 de outubro de 2000    | 6 de março de 2001      | 20h20           | Esmeralda                       | 1997              | [ 63 ]                |
| Estranho Poder                  | 20 de agosto de 1984    | 6 de abril de 1985      | 20h35           | El Maleficio                    | 1983              |                       |
| Estranho Poder                  | 16 de novembro de 1987  | 25 de janeiro de 1988   | 20h50           | El Maleficio                    | 1983              |                       |
| Eternamente Apaixonados         | 9 de junho de 2025      | 13 de junho de 2025     | 17h45           | Eternamente Amándonos           | 2023              |                       |
| Eu Compro Essa Mulher           | 3 de novembro de 1992   | 12 de abril de 1993     | 22h05           | Yo Compro Esa Mujer             | 1990              | [ 64 ] [ 65 ] [ 66 ]  |
| Eu Não Acredito nos Homens      | 2 de março de 1993      | 31 de maio de 1993      | 21h55           | Yo no Creo en los Hombres       | 1991              | [ 67 ] [ 68 ]         |
| F                               |                         |                         |                 |                                 |                   |                       |
| Feridas de Amor                 | 14 de agosto de 2006    | 29 de dezembro de 2006  | 14h45           | Heridas de Amor                 | 2006              | [ 69 ]                |
| G                               |                         |                         |                 |                                 |                   |                       |
| Garotas Bonitas                 | 2 de março de 1993      | 31 de maio de 1993      | 20h47           | Muchachitas                     | 1991              | [ 70 ] [ 67 ]         |
| Gotinha de Amor                 | 22 de janeiro de 2001   | 10 de abril de 2001     | 19h20           | Gotita de Amor                  | 1998              | [ 71 ]                |
| Gotinha de Amor                 | 17 de setembro de 2012  | 19 de fevereiro de 2013 | 14h15           | Gotita de Amor                  | 1998              | [ 71 ]                |
| L                               |                         |                         |                 |                                 |                   |                       |
| Laços de Amor                   | 3 de abril de 2006      | 7 de julho de 2006      | 14h15           | Lazos de Amor                   | 1995              | [ 72 ] [ 73 ]         |
| Lágrimas de Amor                | 3 de outubro de 2016    | 13 de janeiro de 2017   | 17h15           | Corona de Lágrimas              | 2012              | [ 74 ]                |
| Lupita                          | 11 de março de 1985     | 1 de junho de 1985      | 18h30           | Lupita                          | 1982              |                       |
| Luz Clarita                     | 4 de janeiro de 1999    | 5 de abril de 1999      | 19h00           | Luz Clarita                     | 1996              | [ 75 ]                |
| M                               |                         |                         |                 |                                 |                   |                       |
| Manancial                       | 7 de outubro de 2002    | 14 de fevereiro de 2003 | 18h20           | El Manantial                    | 2001              | [ 76 ]                |
| Mar de Amor                     | 16 de maio de 2016      | 21 de novembro de 2016  | 16h15           | Mar de Amor                     | 2009              | [ 77 ]                |
| Mar de Amor                     | 13 de dezembro de 2021  | 14 de junho de 2022     | 17h00           | Mar de Amor                     | 2009              | [ 77 ]                |
| Maria Belém                     | 25 de fevereiro de 2002 | 25 de junho de 2002     | 19h30           | Maria Belén                     | 2001              |                       |
| Maria do Bairro                 | 19 de fevereiro de 1997 | 26 de julho de 1997     | 19h45           | María la del Barrio             | 1995              | [ 78 ] [ 79 ]         |
| Maria do Bairro                 | 8 de dezembro de 1997   | 10 de abril de 1998     | 20h50           | María la del Barrio             | 1995              | [ 78 ] [ 79 ]         |
| Maria do Bairro                 | 2 de agosto de 2004     | 07 de janeiro de 2005   | 14h00           | María la del Barrio             | 1995              | [ 78 ] [ 79 ]         |
| Maria do Bairro                 | 12 de novembro de 2007  | 4 de março de 2008      | 17h00           | María la del Barrio             | 1995              | [ 78 ] [ 79 ]         |
| Maria do Bairro                 | 6 de fevereiro de 2012  | 27 de julho de 2012     | 16h30           | María la del Barrio             | 1995              | [ 78 ] [ 79 ]         |
| Maria do Bairro                 | 23 de setembro de 2013  | 21 de janeiro de 2014   | 14h00           | María la del Barrio             | 1995              | [ 78 ] [ 79 ]         |
| Maria do Bairro                 | 19 de outubro de 2015   | 19 de fevereiro de 2016 | 14h00           | María la del Barrio             | 1995              | [ 78 ] [ 79 ]         |
| Maria do Bairro                 | 21 de julho de 2025     | Em exibição             | 13h45           | María la del Barrio             | 1995              | [ 78 ] [ 79 ]         |
| Maria Isabel                    | 20 de novembro de 2000  | 19 de fevereiro de 2001 | 16h00           | María Isabel                    | 1997              | [ 80 ] [ 81 ]         |
| Maria Mercedes                  | 12 de agosto de 1996    | 20 de novembro de 1996  | 20h00           | María Mercedes                  | 1992              | [ 82 ] [ 83 ] [ 84 ]  |
| Maria Mercedes                  | 9 de setembro de 1997   | 6 de dezembro de 1997   | 20h45           | María Mercedes                  | 1992              | [ 82 ] [ 83 ] [ 84 ]  |
| Maria Mercedes                  | 23 de julho de 2012     | 11 de dezembro de 2012  | 16h15           | María Mercedes                  | 1992              | [ 82 ] [ 83 ] [ 84 ]  |
| Mariana da Noite                | 16 de janeiro de 2006   | 2 de junho de 2006      | 20h45           | Mariana de la Noche             | 2003              | [ 85 ]                |
| Marimar                         | 21 de novembro de 1996  | 18 de fevereiro de 1997 | 20h45           | Marimar                         | 1994              | [ 86 ]                |
| Marimar                         | 25 de maio de 1998      | 6 de junho de 1998      | 13h45           | Marimar                         | 1994              | [ 86 ]                |
| Marimar                         | 5 de janeiro de 2004    | 30 de julho de 2004     | 13h30           | Marimar                         | 1994              | [ 86 ]                |
| Marimar                         | 17 de outubro de 2011   | 10 de fevereiro de 2012 | 16h00           | Marimar                         | 1994              | [ 86 ]                |
| Marimar                         | 10 de junho de 2013     | 23 de setembro de 2013  | 14h15           | Marimar                         | 1994              | [ 86 ]                |
| Meu Coração é Teu               | 29 de fevereiro de 2016 | 29 de agosto de 2016    | 18h00           | Mi Corazón es Tuyo              | 2014              | [ 87 ]                |
| Meu Coração é Teu               | 4 de novembro de 2019   | 29 de abril de 2020     | 17h15           | Mi Corazón es Tuyo              | 2014              | [ 87 ]                |
| Meu Caminho é te Amar           | 28 de outubro de 2024   | 14 de março de 2025     | 16h30           | Mi Camino es Amarte             | 2022              |                       |
| Meu Pecado                      | 2 de junho de 2014      | 31 de outubro de 2014   | 16h20           | Mi Pecado                       | 2009              | [ 88 ]                |
| Meu Pecado                      | 31 de julho de 2023     | 21 de novembro de 2023  | 17h20           | Mi Pecado                       | 2009              | [ 88 ]                |
| Menina Amada Minha              | 26 de janeiro de 2004   | 17 de maio de 2004      | 18h30           | Niña... Amada Mía               | 2003              | [ 89 ]                |
| Minha Fortuna é te Amar         | 4 de dezembro de 2023   | 1 de maio de 2024       | 18h30           | Mi Fortuna es Amarte            | 2021              |                       |
| Mundo de Feras                  | 26 de março de 2007     | 22 de junho de 2007     | 16h15           | Mundo de Fieras                 | 2006              | [ 90 ]                |
| N                               |                         |                         |                 |                                 |                   |                       |
| Na Própria Carne                | 15 de março de 1997     | 3 de maio de 1997       | 17h30           | En Carne Propia                 | 1990              | [ 91 ]                |
| No Limite da Paixão             | 28 de julho de 2003     | 23 de janeiro de 2004   | 19h00           | Entre el Amor y el Odio         | 2002              | [ 92 ]                |
| No Limite da Paixão             | 22 de maio de 2017      | 23 de outubro de 2017   | 17h15           | Entre el Amor y el Odio         | 2002              | [ 92 ]                |
| O                               |                         |                         |                 |                                 |                   |                       |
| O Diário de Daniela             | 3 de janeiro de 2000    | 24 de abril de 2000     | 19h15           | El Diario de Daniela            | 1998              | [ 10 ]                |
| O Diário de Daniela             | 1 de janeiro de 2007    | 4 de maio de 2007       | 14h15           | El Diario de Daniela            | 1998              | [ 10 ]                |
| O Direito de Nascer             | 19 de setembro de 1983  | 3 de março de 1984      | 20h30           | El Derecho de Nacer             | 1981              |                       |
| O Direito de Nascer             | 7 de outubro de 1985    | 28 de fevereiro de 1986 | 15h45           | El Derecho de Nacer             | 1981              |                       |
| O Privilégio de Amar            | 9 de novembro de 1999   | 9 de maio de 2000       | 20h50           | El Privilegio de Amar           | 1998              | [ 93 ]                |
| O Privilégio de Amar            | 4 de fevereiro de 2002  | 3 de maio de 2002       | 17h40           | El Privilegio de Amar           | 1998              | [ 93 ]                |
| O Privilégio de Amar            | 3 de março de 2008      | 30 de junho de 2008     | 17h00           | El Privilegio de Amar           | 1998              | [ 93 ]                |
| O Privilégio de Amar            | 19 de agosto de 2013    | 14 de fevereiro de 2014 | 17h30           | El Privilegio de Amar           | 1998              | [ 93 ]                |
| O Que a Vida me Roubou          | 30 de janeiro de 2017   | 11 de setembro de 2017  | 18h30           | Lo Que la Vida me Robó          | 2013              | [ 94 ]                |
| O Que a Vida me Roubou          | 20 de abril de 2020     | 23 de novembro de 2020  | 17h15           | Lo Que la Vida me Robó          | 2013              | [ 94 ]                |
| Os Ricos Também Choram          | 5 de abril de 1982      | 22 de janeiro de 1983   | 19h45           | Los Ricos También Lloran        | 1979              | [ 95 ]                |
| Os Ricos Também Choram          | 04 de julho de 1983     | 9 de dezembro 1983      | 13h00           | Los Ricos También Lloran        | 1979              | [ 95 ]                |
| Os Ricos Também Choram          | 10 de setembro de 1984  | 1 de março de 1985      | 16h00           | Los Ricos También Lloran        | 1979              | [ 95 ]                |
| P                               |                         |                         |                 |                                 |                   |                       |
| Paixão e Poder                  | 13 de abril de 1993     | 31 de maio de 1993      | 22h05           | Pasión y Poder                  | 1988              | [ 66 ]                |
| Por Ela... Sou Eva              | 2 de dezembro de 2013   | 30 de maio de 2014      | 16h00           | Por Ella... Soy Eva             | 2012              | [ 96 ] [ 97 ]         |
| Por Teu Amor                    | 18 de junho de 2001     | 22 de outubro de 2001   | 17h00           | Por Tu Amor                     | 1999              | [ 98 ] [ 99 ]         |
| Por Teu Amor                    | 17 de fevereiro de 2014 | 4 de abril de 2014      | 17h30           | Por Tu Amor                     | 1999              | [ 98 ] [ 99 ]         |
| Poucas, Poucas Pulgas           | 29 de setembro de 2003  | 23 de abril de 2004     | 19h00           | De Pocas, Pocas Pulgas          | 2003              | [ 100 ]               |
| Preciosa                        | 22 de outubro de 2001   | 4 de fevereiro de 2002  | 17h15           | Preciosa                        | 1998              | [ 98 ]                |
| Primeiro Amor... A Mil Por Hora | 24 de fevereiro de 2003 | 25 de julho de 2003     | 19h20           | Primer Amor                     | 2000              | [ 101 ]               |
| Q                               |                         |                         |                 |                                 |                   |                       |
| Quando me Apaixono              | 20 de julho de 2020     | 22 de fevereiro de 2021 | 18h30           | Cuando me Enamoro               | 2010              | [ 17 ]                |
| Quando me Apaixono              | 15 de julho de 2024     | 16 de maio de 2025      | 14h15           | Cuando me Enamoro               | 2010              | [ 17 ]                |
| Querida Inimiga                 | 16 de novembro de 2016  | 31 de março de 2017     | 16h45           | Querida Enemiga                 | 2008              | [ 102 ]               |
| Que Pobres Tão Ricos            | 23 de julho de 2018     | 26 de outubro de 2018   | 17h00           | Qué Pobres Tan Ricos            | 2013              | [ 103 ]               |
| Quinze Anos                     | 1 de outubro de 1991    | 2 de dezembro de 1991   | 20h45           | Quinceañera                     | 1987              | [ 104 ]               |
| R                               |                         |                         |                 |                                 |                   |                       |
| Rebelde                         | 15 de agosto de 2005    | 29 de dezembro de 2006  | 18h30           | Rebelde                         | 2004              | [ 105 ]               |
| Rebelde                         | 2 de setembro de 2013   | 13 de março de 2015     | 21h15           | Rebelde                         | 2004              | [ 106 ]               |
| Rebelde                         | 12 de junho de 2023     | 13 de outubro de 2023   | 14h15           | Rebelde                         | 2004              | [ 107 ] [ 108 ]       |
| Rosa Selvagem                   | 20 de maio de 1991      | 28 de setembro de 1991  | 21h25           | Rosa Salvaje                    | 1987              | [ 109 ] [ 110 ] [ 3 ] |
| Rosa Selvagem                   | 4 de janeiro de 1993    | 30 de julho de 1993     | 15h00           | Rosa Salvaje                    | 1987              | [ 109 ] [ 110 ] [ 3 ] |
| Rosalinda                       | 23 de julho de 2001     | 13 de novembro de 2001  | 18h10           | Rosalinda                       | 1999              | [ 43 ] [ 111 ]        |
| Rosalinda                       | 18 de maio de 2004      | 16 de agosto de 2004    | 17h00           | Rosalinda                       | 1999              | [ 43 ] [ 111 ]        |
| Rosalinda                       | 18 de fevereiro de 2013 | 11 de junho de 2013     | 14h30           | Rosalinda                       | 1999              | [ 43 ] [ 111 ]        |
| Rubi                            | 14 de fevereiro de 2005 | 13 de maio de 2005      | 19h30           | Rubí                            | 2004              | [ 41 ]                |
| Rubi                            | 13 de março de 2006     | 15 de agosto de 2006    | 15h00           | Rubí                            | 2004              | [ 41 ]                |
| Rubi                            | 6 de maio de 2013       | 15 de outubro de 2013   | 16h15           | Rubí                            | 2004              | [ 41 ]                |
| Rubi                            | 16 de janeiro de 2017   | 22 de maio de 2017      | 15h45           | Rubí                            | 2004              | [ 41 ]                |
| S                               |                         |                         |                 |                                 |                   |                       |
| Salomé                          | 11 de março de 2002     | 7 de outubro de 2002    | 18h00           | Salomé                          | 2001              | [ 76 ]                |
| Se Nos Deixam                   | 17 de janeiro de 2022   | 13 de maio de 2022      | 18h30           | Si nos dejan                    | 2021              |                       |
| Serafim                         | 9 de abril de 2001      | 10 de julho de 2001     | 19h45           | Serafín                         | 1999              | [ 112 ]               |
| Sigo Te Amando                  | 17 de julho de 2000     | 20 de novembro de 2000  | 16h00           | Te Sigo Amando                  | 1996              | [ 113 ]               |
| Simplesmente Maria              | 9 de setembro de 1991   | 9 de março de 1992      | 20h50           | Simplemente María               | 1989              | [ 5 ] [ 114 ]         |
| Só Você                         | 18 de novembro de 1986  | 6 de fevereiro de 1987  | 15h30           | Tú o Nadie                      | 1985              |                       |
| Soledade                        | 7 de outubro de 1985    | 15 de fevereiro de 1986 | 21h10           | Soledad                         | 1980              |                       |
| Soledade                        | 3 de março de 1986      | 3 de outubro de 1986    | 15h35           | Soledad                         | 1980              |                       |
| Sortilégio                      | 27 de outubro de 2014   | 27 de fevereiro de 2015 | 16h15           | Sortilegio                      | 2009              | [ 115 ] [ 116 ]       |
| Sortilégio                      | 16 de outubro de 2017   | 30 de janeiro de 2018   | 17h00           | Sortilegio                      | 2009              | [ 115 ] [ 116 ]       |
| Sortilégio                      | 24 de abril de 2023     | 14 de agosto de 2023    | 17h20           | Sortilegio                      | 2009              | [ 115 ] [ 116 ]       |
| T                               |                         |                         |                 |                                 |                   |                       |
| Te Dou a Vida                   | 20 de setembro de 2021  | 26 de janeiro de 2022   | 18h30           | Te doy la vida                  | 2020              |                       |
| Teresa                          | 5 de outubro de 2015    | 11 de abril de 2016     | 16h30           | Teresa                          | 2010              | [ 56 ]                |
| Teresa                          | 8 de outubro de 2018    | 23 de abril de 2019     | 17h00           | Teresa                          | 2010              | [ 56 ]                |
| Teresa                          | 22 de janeiro de 2024   | 29 de julho de 2024     | 14h15           | Teresa                          | 2010              | [ 56 ]                |
| Três Vezes Ana                  | 30 de janeiro de 2023   | 4 de julho de 2023      | 18h30           | Tres veces Ana                  | 2016              |                       |
| Triunfo do Amor                 | 16 de novembro de 2020  | 8 de junho de 2021      | 17h30           | Triunfo del Amor                | 2010              | [ 117 ]               |
| U                               |                         |                         |                 |                                 |                   |                       |
| Um Caminho Para o Destino       | 28 de agosto de 2017    | 5 de março de 2018      | 18h15           | Un Camino Hacia el Destino      | 2016              | [ 118 ]               |
| Um Refúgio Para o Amor          | 26 de junho de 2023     | 19 de dezembro de 2023  | 18h30           | Un Refugio Para el Amor         | 2012              | [ 26 ]                |
| V                               |                         |                         |                 |                                 |                   |                       |
| Vencer o Desamor                | 3 de outubro de 2022    | 15 de fevereiro de 2023 | 18h30           | Vencer el desamor               | 2020              |                       |
| Viva às Crianças! - Carrossel 2 | 27 de janeiro de 2003   | 14 de outubro de 2003   | 20h00           | ¡Vivan los Niños!               | 2002              | [ 61 ] [ 119 ]        |
| Viviana, em Busca do Amor       | 22 de outubro de 1984   | 31 de maio de 1985      | 20h20           | Viviana                         | 1978              |                       |
| Viviana, em Busca do Amor       | 9 de fevereiro de 1987  | 12 de junho de 1987     | 15h30           | Viviana                         | 1978              |                       |
| Vovô e Eu                       | 22 de abril de 1992     | 3 de agosto de 1992     | 20h30           | El Abuelo y Yo                  | 1992              | [ 120 ] [ 121 ] [ 1 ] |
| Vovô e Eu                       | 30 de setembro de 1996  | 28 de dezembro de 1996  | 12h00           | El Abuelo y Yo                  | 1992              | [ 120 ] [ 121 ] [ 1 ] |

## Telenovelas da Argentina
| Exibição no SBT  | Exibição no SBT       | Exibição no SBT         | Exibição no SBT | Exibição Original   | Exibição Original | Ref.                  |
| Título no Brasil | Início                | Término                 | Horário         | Título na Argentina | Ano               | Ref.                  |
| A                | A                     | A                       | A               | A                   | A                 | A                     |
| ---------------- | --------------------- | ----------------------- | --------------- | ------------------- | ----------------- | --------------------- |
| A Estranha Dama  | 11 de março de 1992   | 31 de julho de 1992     | 21h50           | La Extraña Dama     | 1989              | [ 1 ] [ 122 ] [ 123 ] |
| A Estranha Dama  | 24 de agosto de 1992  | 2 de janeiro de 1993    | 16h25           | La Extraña Dama     | 1989              | [ 1 ] [ 122 ] [ 123 ] |
| C                |                       |                         |                 |                     |                   |                       |
| Chiquititas 2007 | 20 de agosto de 2007  | 18 de fevereiro de 2008 | 20h15           | Chiquititas 2000    | 2000              |                       |
| Chiquititas 2008 | 17 de março de 2008   | 18 de agosto de 2008    | 19h15           | Chiquititas 2006    | 2006              | [ 124 ]               |
| L                |                       |                         |                 |                     |                   |                       |
| Lalola           | 21 de janeiro de 2008 | 28 de junho de 2008     | 20h15           | Lalola              | 2007              | [ 125 ]               |
| O                |                       |                         |                 |                     |                   |                       |
| O11ZE            | 26 de junho de 2017   | 20 de abril de 2018     | 09h30           | O11CE               | 2017              |                       |
| S                |                       |                         |                 |                     |                   |                       |
| Sou Luna         | 29 de agosto de 2016  | 31 de agosto de 2018    | 09h30           | Soy Luna            | 2016              | [ 126 ]               |
| V                |                       |                         |                 |                     |                   |                       |
| Violetta         | 4 de setembro de 2015 | 4 de junho de 2016      | 09h30           | Violetta            | 2012              | [ 127 ]               |

## Telenovelas da Colômbia
| Exibição no SBT          | Exibição no SBT       | Exibição no SBT       | Exibição no SBT | Exibição Original        | Exibição Original | Ref.    |
| Título no Brasil         | Início                | Término               | Horário         | Título na Colômbia       | Ano               | Ref.    |
| C                        | C                     | C                     | C               | C                        | C                 | C       |
| ------------------------ | --------------------- | --------------------- | --------------- | ------------------------ | ----------------- | ------- |
| Café com Aroma de Mulher | 5 de março de 2001    | 3 de setembro de 2001 | 20h15           | Café, con Aroma de Mujer | 1994              | [ 128 ] |
| Café com Aroma de Mulher | 8 de agosto de 2005   | 31 de março de 2006   | 14h15           | Café, con Aroma de Mujer | 1994              | [ 128 ] |
| Café com Aroma de Mulher | 20 de janeiro de 2014 | 4 de agosto de 2014   | 15h15           | Café, con Aroma de Mujer | 1994              | [ 128 ] |

## Telenovelas dos Estados Unidos
| Exibição no SBT      | Exibição no SBT       | Exibição no SBT      | Exibição no SBT | Exibição Original         | Exibição Original | Ref.    |
| Título no Brasil     | Início                | Término              | Horário         | Título nos Estados Unidos | Ano               | Ref.    |
| B                    | B                     | B                    | B               | B                         | B                 | B       |
| -------------------- | --------------------- | -------------------- | --------------- | ------------------------- | ----------------- | ------- |
| Betty, a Feia em NY  | 27 de janeiro de 2020 | 4 de agosto de 2020  | 18h15           | Betty en NY               | 2019              | [ 129 ] |
| M                    |                       |                      |                 |                           |                   |         |
| Marielena            | 1 de junho de 1993    | 1 de janeiro de 1994 | 21h45           | Marielena                 | 1992              | [ 130 ] |
| P                    |                       |                      |                 |                           |                   |         |
| Paixões de Gavilanes | 16 de maio de 2022    | 24 de maio de 2022   | 14h15           | Pasión de Gavilanes       | 2022              | [ 131 ] |

## Telenovelas de Porto Rico
| Exibição no SBT  | Exibição no SBT       | Exibição no SBT        | Exibição no SBT | Exibição Original          | Exibição Original | Ref.    |
| Título no Brasil | Início                | Término                | Horário         | Título em Porto Rico       | Ano               | Ref.    |
| A                | A                     | A                      | A               | A                          | A                 | A       |
| ---------------- | --------------------- | ---------------------- | --------------- | -------------------------- | ----------------- | ------- |
| Amor Cigano      | 25 de julho de 1983   | 12 de novembro de 1983 | 20h30           | Ariana, Un Amor de Leyenda | 1982              |         |
| Amor Cigano      | 23 de abril de 1984   | 4 de setembro de 1984  | 13h00           | Ariana, Un Amor de Leyenda | 1982              |         |
| C                |                       |                        |                 |                            |                   |         |
| Cristina Bazán   | 24 de janeiro de 1983 | 23 de julho de 1983    | 19h50           | Cristina Bazán             | 1978              | [ 132 ] |
| Cristina Bazán   | 3 de junho de 1985    | 28 de setembro de 1985 | 20h30           | Cristina Bazán             | 1978              | [ 132 ] |
| Cristina Bazán   | 15 de junho de 1987   | 13 de novembro de 1987 | 15h30           | Cristina Bazán             | 1978              | [ 132 ] |

## Telenovelas da Venezuela
| Exibição no SBT  | Exibição no SBT      | Exibição no SBT        | Exibição no SBT | Exibição Original   | Exibição Original | Ref.            |
| Título no Brasil | Início               | Término                | Horário         | Título na Venezuela | Ano               | Ref.            |
| A                | A                    | A                      | A               | A                   | A                 | A               |
| ---------------- | -------------------- | ---------------------- | --------------- | ------------------- | ----------------- | --------------- |
| Angelito         | 3 de junho de 1985   | 14 de setembro de 1985 | 18h30           | Angelito            | 1981              |                 |
| Angelito         | 10 de março de 1986  | 30 de maio de 1986     | 14h30           | Angelito            | 1981              |                 |
| K                |                      |                        |                 |                     |                   |                 |
| Kassandra        | 5 de janeiro de 2000 | 14 de julho de 2000    | 16h00           | Kassandra           | 1992              | [ 10 ]          |
| T                |                      |                        |                 |                     |                   |                 |
| Topázio          | 14 de julho de 1992  | 1 de março de 1993     | 21h45           | Topacio             | 1985              | [ 133 ] [ 134 ] |

## Telenovelas com múltiplas exibições
| 8 exibições - A Usurpadora (1998) - Maria do Bairro 4 exibições - Chispita - Carrossel - Marimar - O Privilégio de Amar - Rubi 3 exibições - A Dona - Abismo de Paixão - Cristina Bazán - Café com Aroma de Mulher - Cuidado com o Anjo - Coração Indomável - Desprezo - Maria Mercedes - Os Ricos Também Choram - Rosalinda - Rebelde - Sortilégio - Teresa | 2 exibições - Amor Cigano - Angelito - A Vingança - Ambição - A Estranha Dama - A Mentira - Abraça-me Muito Forte - A Madrasta - A Feia Mais Bela - A Gata - Amanhã é Para Sempre - Carinha de Anjo - Cúmplices de um Resgate - Estranho Poder - Gotinha de Amor - Meu Pecado - Meu Coração é Teu - Mar de Amor - No Limite da Paixão - O Direito de Nascer - O Diário de Daniela - O Que a Vida me Roubou - Por Teu Amor - Quando me Apaixono - Rosa Selvagem - Soledade - Viviana, em Busca do Amor - Vovô e Eu |